# Pluteus roseipes
Pluteus roseipes är en svampart som tillhör divisionen basidiesvampar, och som beskrevs av Höhn.. Pluteus roseipes ingår i släktet Pluteus, och familjen Pluteaceae. Arten är reproducerande i Sverige.